# Куттнар, Франц Ксавер
Франц Ксавер Куттнар (нем. Franz Xaver Kuttnar, 26.10.1793 г., Австро-Венгрия — 8.03.1846 г., Санкт-Андре, Австро-Венгрия) — католический прелат, епископ Лаванта с 23 ноября 1843 года по 8 марта 1846 год.

## Биография
21 декабря 1816 года Франц Ксавер Куттнар был рукоположён в священника.
23 ноября 1843 года Римский папа Григорий XVI назначил Франца Ксавера Куттнара епископом Лаванта. 3 марта 1844 года состоялось рукоположение Франца Ксавер Куттнара в епископа, которое совершил кардинал Фридрих цу Шварценберг.
8 марта 1846 года скончался в Санкт-Андре.